# Lago Tarawera
Il lago Tarawera è il più grande fra i laghi che circondano il monte Tarawera, nella regione di Bay of Plenty nell'Isola del Nord della Nuova Zelanda. 

## Geografia
Come la montagna, si trova nella caldera di Okataina. Il lago è a 18 km da Rotorua e a 5 km ad ovest dal monte Tarawera.
Tarawera significa "Lancia Bruciata", un nome che gli viene da un cacciatore che lasciò la sua lancia da uccelli in una capanna vicino al lago; al suo ritorno, l'anno successivo, trovò sia la capanna che la lancia completamente bruciate da un incendio
Il lago è alimentato dalle sorgenti dei vicini laghi Tikitapu e Rotokakahi (detti anche laghi Blu e Verde). Nel lago vivono trote iridee e anguille. Durante la stagione estiva, il lago è meta di turisti dediti agli sport acquatici e al campeggio. Vi sono spiagge bagnate da acque calde. L'emissario del lago si trova a nord, il fiume Tarawera (Tarawera River) che scorre in direzione nord-est verso la baia di Plenty.

## Eruzione del 1886
Il lago fu fortemente toccato dall'eruzione del Tarawera del 10 giugno 1886. L'eruzione uccise oltre 150 persone e seppellì il villaggio Maori di Te Wairoa sulla sponda sud-occidentale del lago.
Vennero distrutte anche le allora famose Terrazze Rosa e Bianche (Pink and White Terraces). Tuttavia, nel febbraio 2011 una squadra ha mappato il lago ed ha scoperto quello che sembrava essere parte delle Terrazze Rosa. I due livelli più bassi delle terrazze sono stati trovati nel loro luogo d'origine, a 60 m di profondità. Successivamente, una parte delle Terrazze Bianche venne riportata alla luce nel giugno 2011. Si pensa che il resto delle Terrazze possa essere sepolto dai sedimenti piuttosto che andato distrutto.